# Рогачёв, Юрий Васильевич

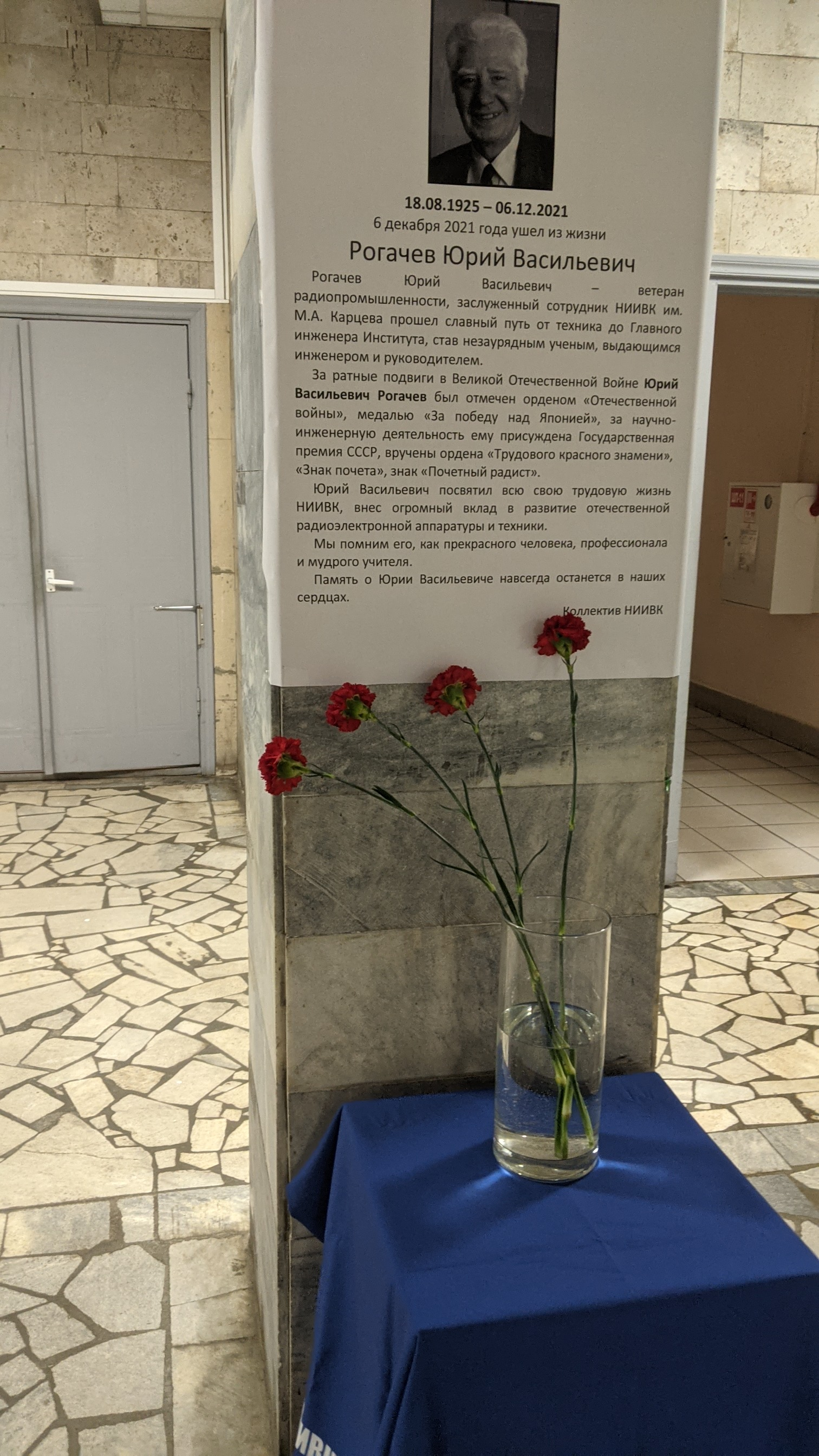

Юрий Васильевич Рогачёв (18 августа 1925, Долгая Пожня — 6 декабря 2021) — советский и российский учёный и промышленный деятель, кандидат технических наук.

## Биография
Родился 18 августа 1925 года в деревне Долгая Пожня Клинского уезда Московской губернии (ныне — в Конаковском районе Тверской области).
С января 1943 года до июня 1950 года служил радистом в Советской армии, участвовал в Великой Отечественной войне и в войне против Японии; инженер-лейтенант. С 1946 года, окончив курсы подготовки радиотехников в полку связи Забайкальского военного округа, проводил техническое обслуживание и ремонт радиоаппаратуры в войсках.
После демобилизации из армии, с июня 1950 по сентябрь 1952 года, Юрий Рогачёв работал у И. С. Брука в лаборатории электросистем Энергетического института Академии наук СССР в должности электромеханика. Под руководством Н. Я. Матюхина принимал участие в разработке элементной базы и арифметического узла одной из первых в СССР цифровых вычислительных машин — М-1.
Без отрыва от производства в 1951—1952 годах Рогачёв окончил полный курс Московской областной заочной средней школы. С сентября 1952 по февраль 1958 года обучался на Радиотехническом факультете Московского энергетического института. После завершения учебы в МЭИ, в марте 1958 года он был снова направлен к Бруку в Институт электронных управляющих машин (ИНЭУМ), где в 1958—1960 годах в должности инженера принимал участие в разработке ЭВМ М-4 и в сопровождении ее производства на Загорском электромеханическом заводе. В 1960 году при образовании в ИНЭУМ под руководством М. А. Карцева специальной лаборатории № 2 Юрий Рогачёв был назначен в ней старшим инженером. Когда в ноябре 1962 года вышло Постановление Правительства о разработке в ИНЭУМ серийной ЭВМ М4-2М для построения мощной вычислительной системы, её главным конструктором был назначен Карцев, а Рогачёв стал заместителем главного конструктора.
Одновременно с научными и производственными работами в области следующих ЭВМ Рогачёв вел уже в новом институте — НИИВК — хозяйственную деятельность, которая заключалась в строительстве новых лабораторных корпусов. Став главным инженером института, он приложил много сил для его технического оснащения современным оборудованием, в том числе для создания моделирующего стенда, построенного на базе ЭВМ М10-М. Когда новым этапом разработок НИИВК явилось создание супер-ЭВМ М-13, с 1980 по 1983 год Ю. В. Рогачёв был заместителем главного конструктора этой вычислительной машины. После смерти М. А. Карцева Юрий Рогачёв в мае 1983 года был назначен директором НИИВК и главным конструктором ЭВМ М-13, серийное производство которой было передано на Загорский электромеханический завод. Счёв свои функции главного конструктора выполненными, в середине августа 1988 года Рогачёв обратился к руководству Министерства радиопромышленности с просьбой освободить его от должности директора института по возрасту. 22 августа 1988 года он стал персональным пенсионером республиканского значения.
Однако Юрий Васильевич не терял связи с институтом и стал консультантом генерального директора. При акционировании института он был избран в состав совета директоров ОАО «НИИ вычислительных комплексов им. М. А. Карцева», а с 1997 года был председателем совета директоров.
В 1998 году Рогачёв опубликовал книгу «Вычислительная техника от М-1 до М-13 (1950—1990)», посвящённую памяти Михаила Александровича Карцева. Также он стал автором книги «Жажда жизни» (М.: ООО «Печать и жизнь», 2015. — 256 с.).
Умер 6 декабря 2021 года.

## Награды
- Государственная премия СССР;
- орден Отечественной войны II степени (6.4.1985)[1];
- орден Трудового Красного Знамени (1985);
- орден «Знак Почёта» (1971);
- знак «Почётный радист СССР»;
- медали, в том числе:
  - «За победу над Японией».